# Giorgio Baldini
Giorgio Baldini (Nonantola, 16 ottobre 1935) è un politico italiano.

## Biografia
Esponente del Partito Socialista Italiano, già consigliere comunale a Modena fino al 1990; ricoprì poi l'incarico di Presidente della Provincia di Modena dal 1990 al 1995.
Nel 2010 viene candidato alle elezioni regionali dell'Emilia-Romagna nella lista del Popolo della libertà, ma non risulta eletto.